# Sedam
Sedam là một thị xã của quận Gulbarga thuộc bang Karnataka, Ấn Độ.

## Nhân khẩu
Theo điều tra dân số năm 2001 của Ấn Độ, Sedam có dân số 31.529 người. Phái nam chiếm 51% tổng số dân và phái nữ chiếm 49%. Sedam có tỷ lệ 58% biết đọc biết viết, thấp hơn tỷ lệ trung bình toàn quốc là 59,5%: tỷ lệ cho phái nam là 66%, và tỷ lệ cho phái nữ là 49%. Tại Sedam, 16% dân số nhỏ hơn 6 tuổi.